# Uonukuhahake
Uonukuhahake is een onbewoond zand-eiland in Tonga. De naam wordt ook wel geschreven als Uonuku Hahake, of afgekort naar Uonuku. 
Het eiland maakt deel uit van de Ha'apai eilandengroep, en ligt ten zuiden van Uiha-eiland, en het ligt op -174,4833 lengte en -19,96667 breedtegraad. 
Het enige zoogdier dat er voorkomt is de Tongavleerhond (Pteropus tonganus).